# سيفيم
سيفيم هي مجموعة فرعية من مضادات بيتا-لاكتام وتضم سيفالوسبورين وسيفاميسين.